# Olympische Sommerspiele 1928/Teilnehmer (Griechenland)
| Gelbes Symbol für Goldmedaillen mit stilisierten Olympischen Ringen | Graues Symbol für Silbermedaillen mit stilisierten Olympischen Ringen | Braundes Symbol für Bronzemedaillen mit stilisierten Olympischen Ringen |
| ------------------------------------------------------------------- | --------------------------------------------------------------------- | ----------------------------------------------------------------------- |
| —                                                                   | —                                                                     | —                                                                       |

Griechenland nahm an den Olympischen Sommerspielen 1928 in Amsterdam, Niederlande, mit einer Delegation von 23 Sportlern (allesamt Männer) teil.

## Teilnehmer nach Sportarten

### Boxen
- Nikolaos Fexis
Fliegengewicht: 9. Platz

- Georgios Kladis
Mittelgewicht: 17. Platz

### Fechten
- Konstantinos Botasis
Florett, Einzel: Vorrunde
Degen, Mannschaft: Vorrunde
Säbel, Mannschaft: Vorrunde

- Konstantinos Nikolopoulos
Florett, Einzel: Vorrunde
Degen, Mannschaft: Vorrunde
Säbel, Mannschaft: Vorrunde

- Tryfon Triantafyllakos
Degen, Einzel: Viertelfinale
Degen, Mannschaft: Vorrunde
Säbel, Mannschaft: Vorrunde

- Konstantinos Bembis
Degen, Einzel: Vorrunde
Degen, Mannschaft: Vorrunde

- Georgios Ambet
Degen, Einzel: Vorrunde
Degen, Mannschaft: Vorrunde
Säbel, Mannschaft: Vorrunde

### Leichtathletik
- Angelos Lambrou
100 Meter Vorläufe
200 Meter Vorläufe
4 × 100 Meter: Vorläufe

- Konstantinos Petridis
100 Meter Vorläufe
4 × 100 Meter: Vorläufe
Weitsprung: 29. Platz in der Qualifikation
Dreisprung: 17. Platz in der Qualifikation

- Renos Frangoudis
100 Meter Vorläufe
200 Meter Vorläufe
4 × 100 Meter: Vorläufe
4 × 400 Meter: Vorläufe

- Vasilios Stavrinos
400 Meter: Vorläufe
800 Meter: Vorläufe
4 × 400 Meter: Vorläufe

- Antonios Mangos
800 Meter: Vorläufe

- Andreas Paouris
5000 Meter: Vorläufe

- Evangelos Moiropoulos
110 Meter Hürden: Vorläufe
400 Meter Hürden: Vorläufe
4 × 100 Meter: Vorläufe
4 × 400 Meter: Vorläufe

- Stelios Benardis
4 × 400 Meter: Vorläufe
Stabhochsprung: 14. Platz in der Qualifikation
Zehnkampf: 20. Platz

- Antonios Karyofyllis
Hochsprung: 19. Platz in der Qualifikation

- Ioannis Karyofyllis
Hochsprung: 19. Platz in der Qualifikation

- Argyris Karagiannis
Stabhochsprung: In der Qualifikation ausgeschieden

- Dimitrios Karabatis
Kugelstoßen: 15. Platz in der Qualifikation
Diskuswurf: 34. Platz in der Qualifikation

- Georgios Zacharopoulos
Speerwurf: 20. Platz in der Qualifikation

### Ringen
- Georgios Zervinis
Bantamgewicht, griechisch-römisch: 19. Platz

- Vasilios Pavlidis
Leichtgewicht, griechisch-römisch: 13. Platz

- Theofilos Tomazos
Weltergewicht, Freistil: 10. Platz